# Werbezyna

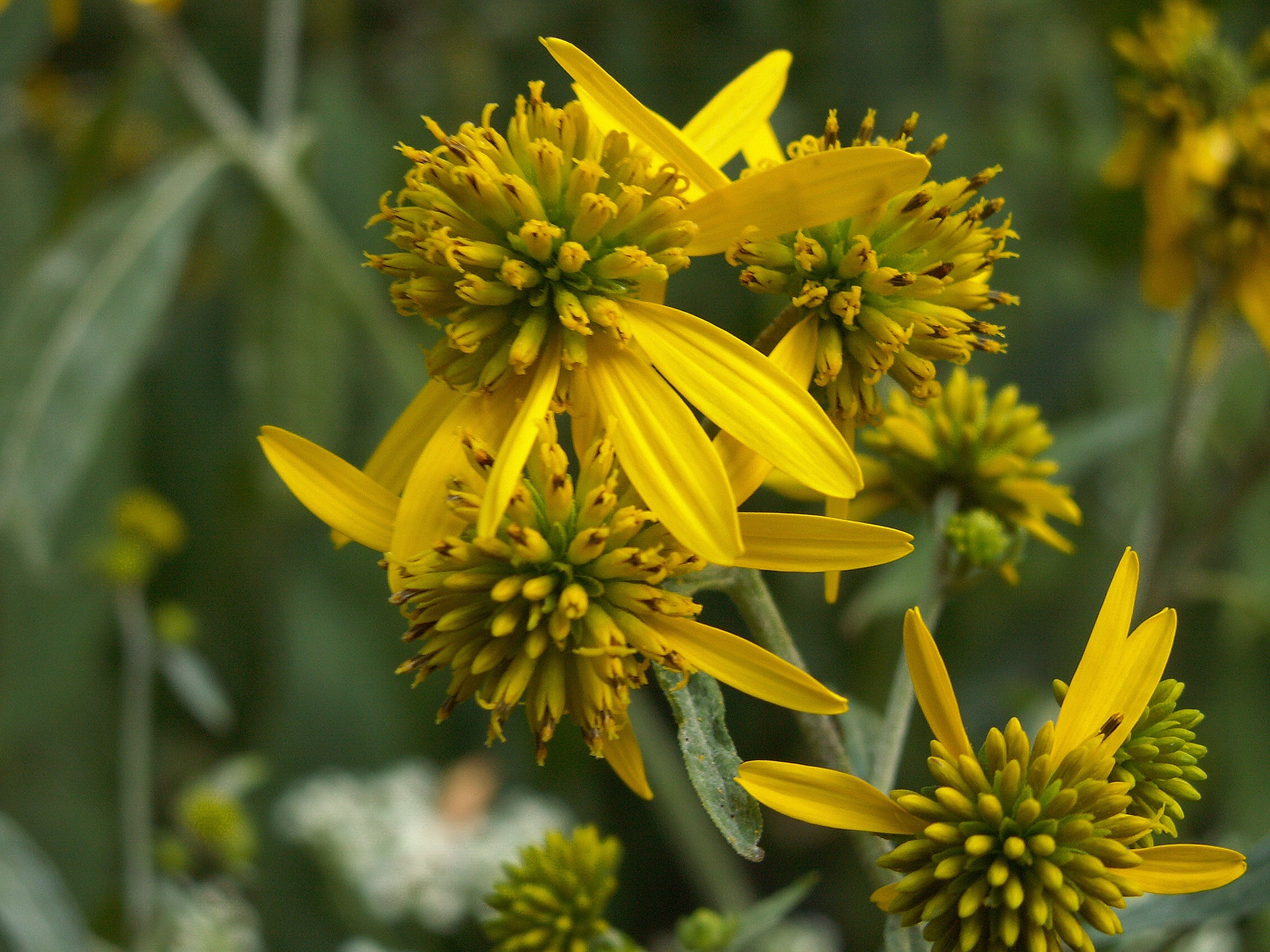
Werbezyna skrętolistna

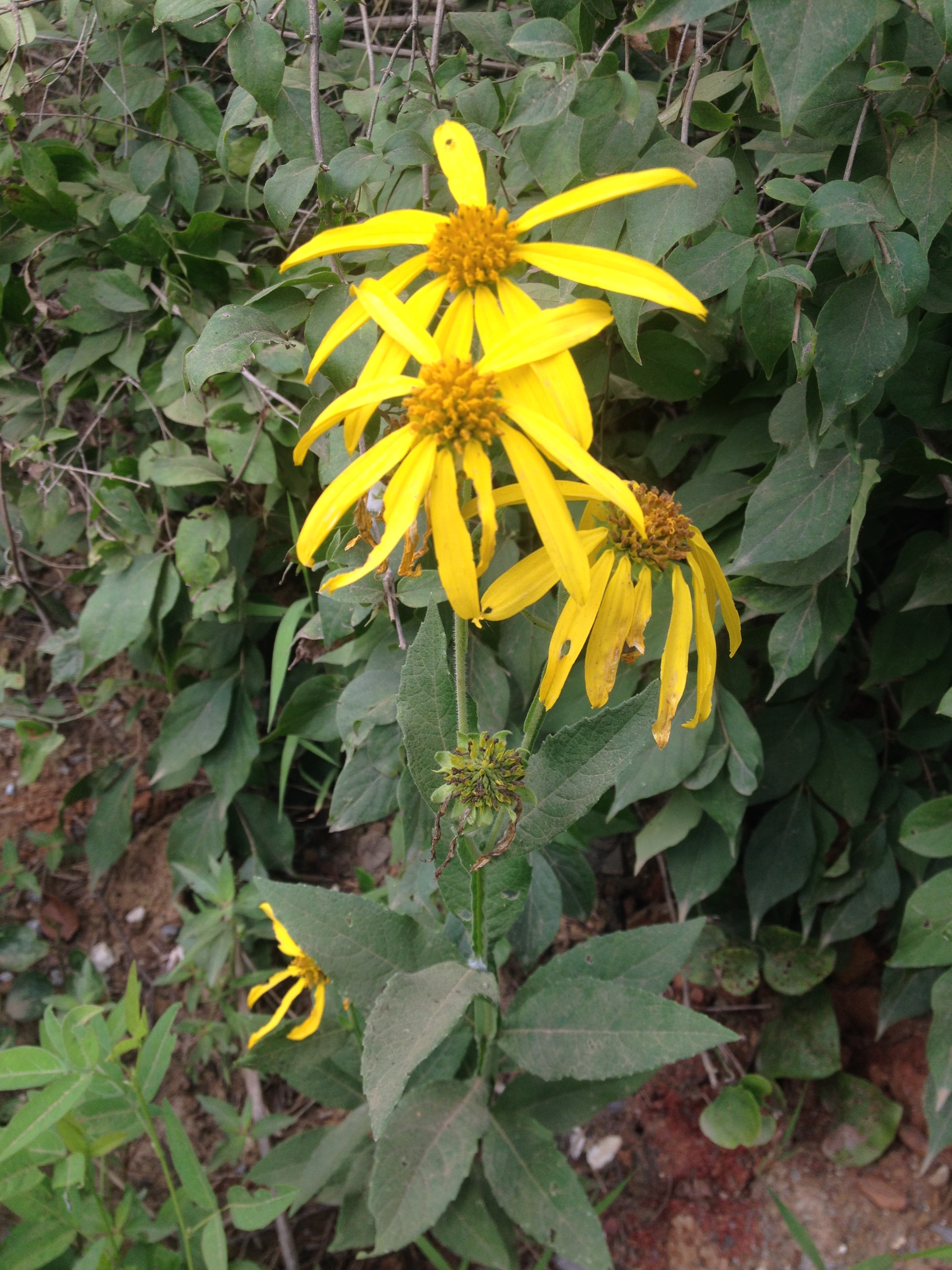
Werbezyna słonecznikowata

Werbezyna, werbesyna, niechętek (Verbesina L.) – rodzaj roślin z rodziny astrowatych. Obejmuje ok. 350 gatunków. Rośliny te występują w naturze w Ameryce Północnej i Południowej od południowej Kanady po północną Argentynę, ale z wyłączeniem Amazonii. Centrum zróżnicowania stanowi Meksyk i okołorównikowa część Andów. Jako introdukowane i dziczejące rosną na wszystkich kontynentach z wyjątkiem Antarktydy.
Niektóre gatunki uprawiane są jako rośliny ozdobne. W Polsce uprawiana jest werbezyna filcowata V. encelioides (też przejściowo dziczeje z upraw), skrętolistna V. alternifolia i słonecznikowata V. helianthoides. Część gatunków wykorzystywana jest lokalnie także jako rośliny lecznicze.
Protolog nie zawiera wyjaśnienia genezy nazwy naukowej.

## Morfologia
PokrójNajczęściej rośliny zielne (jednoroczne i byliny) osiągające od kilku cm (V. nana) do 4 m wysokości, rzadziej także krzewy i drzewa osiągające ponad 25 m wysokości. Pędy mają zwykle prosto wzniesione i rozgałęzione.
LiścieTylko łodygowe lub łodygowe i odziomkowe, skrętoległe, naprzeciwległe lub rzadziej okółkowe, siedzące lub ogonkowe, pojedyncze. Blaszka liściowa naga lub owłosiona ma kształt zwykle rombowaty lub trójkątny, czasem równowąski do jajowatego, bywa pierzasto lub dłoniasto klapowana, u nasady zaokrąglona lub sercowata, na brzegu ząbkowana lub niemal całobrzega.
KwiatyZebrane w koszyczki, języczkowe i rurkowate jednobarwne, zwykle żółte, czasem pomarańczowe lub czerwonawe. Okrywa kwiatostanu osiąga od kilku do ponad 30 mm średnicy, jest półkulista do talerzykowatej, czasem dzwonkowata lub stożkowata.

## Systematyka

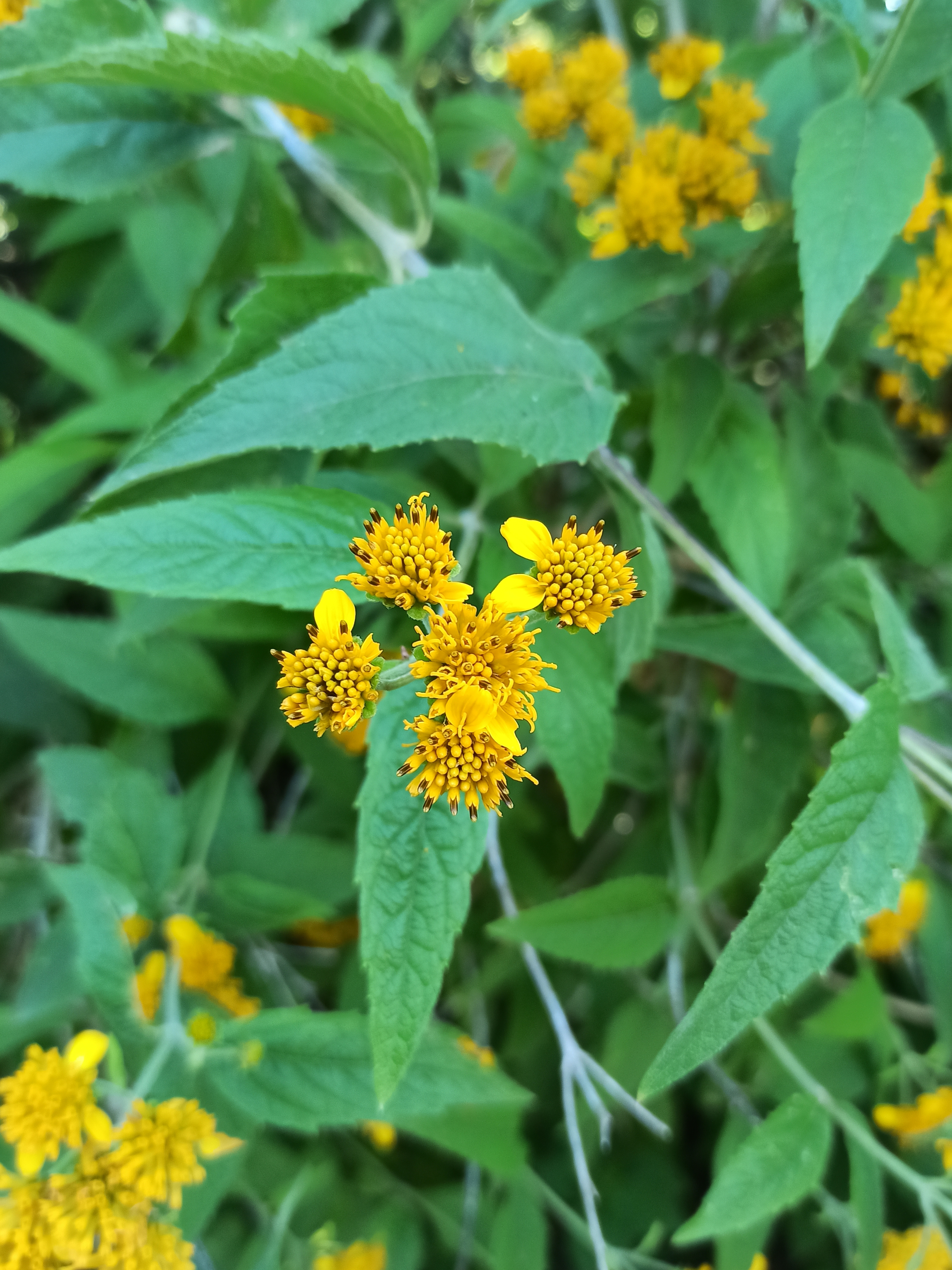
Verbesina serrata

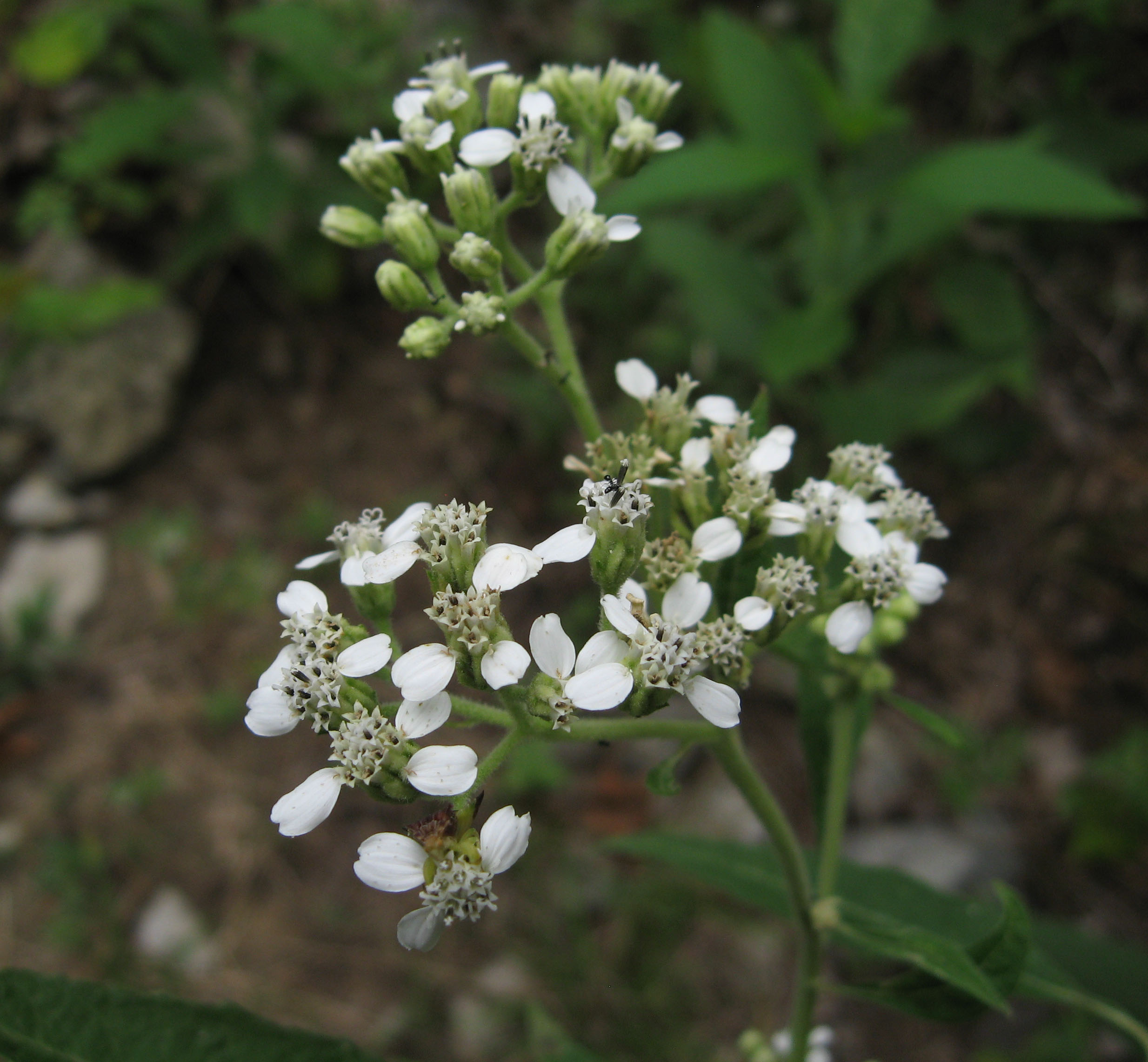
Verbesina virginica

Rodzaj z plemienia Heliantheae w podrodzinie Asteroideae z rodziny astrowatych Asteraceae.
Wykaz gatunków
- Verbesina abietifolia Rzed. & Calderón
- Verbesina abscondita Klatt
- Verbesina acapulcensis B.L.Rob. & Greenm.
- Verbesina acuminata DC.
- Verbesina agricolarum Standl. & Steyerm.
- Verbesina alata L.
- Verbesina albissima Sagást.
- Verbesina alcabrerae Rzed.
- Verbesina aligera S.F.Blake
- Verbesina allophylla S.F.Blake
- Verbesina alternifolia (L.) Britton ex Kearney – werbezyna skrętolistna[7]
- Verbesina altipetens S.F.Blake
- Verbesina ampliatifolia Sagást. & Quip.
- Verbesina ancashensis Sagást. & Quip.
- Verbesina angulata Urb.
- Verbesina angusta Maguire, Steyerm. & Wurdack
- Verbesina angustifolia S.F.Blake
- Verbesina angustissima S.F.Blake
- Verbesina apiculata J.R.Coleman
- Verbesina apleura S.F.Blake
- Verbesina aramberrana B.L.Turner
- Verbesina arborea Kunth
- Verbesina aristata A.Heller
- Verbesina aspera S.F.Blake
- Verbesina auriculata DC.
- Verbesina auriculigera S.F.Blake
- Verbesina aurita Phil.
- Verbesina ayabacensis Sagást.
- Verbesina aypatensis Sagást. & Quip.
- Verbesina baccharidea S.F.Blake
- Verbesina baccharifolia Mattf.
- Verbesina badilloi Panero
- Verbesina barclayae H.Rob.
- Verbesina barragana Cuatrec.
- Verbesina barrancae Harker & N.Jiménez
- Verbesina baruensis Hammel & D'Arcy
- Verbesina benderi Perkins
- Verbesina bipinnatifida Baker
- Verbesina biserrata H.Rob. & Panero
- Verbesina blakeana Steyerm.
- Verbesina bolanosana B.L.Turner
- Verbesina boliviana Klatt
- Verbesina brachypoda S.F.Blake
- Verbesina breedlovei B.L.Turner
- Verbesina brevilingua Sagást.
- Verbesina brunnea Sagást. & Quip.
- Verbesina cabrerae Sagást.
- Verbesina cajamarcensis Sagást.
- Verbesina calciphila Standl. & Steyerm.
- Verbesina caleifolia Cabrera
- Verbesina callacatensis Hieron.
- Verbesina callilepis S.F.Blake
- Verbesina calzadae Panero & Villaseñor
- Verbesina capituliparva Sagást.
- Verbesina caracasana B.L.Rob. & Greenm.
- Verbesina carangolensis Olsen
- Verbesina carranzae P.Carrillo
- Verbesina caymanensis Proctor
- Verbesina centroboyacana S.Díaz
- Verbesina chachapoyensis Sagást. & Quip.
- Verbesina chapmanii J.R.Coleman
- Verbesina chiapensis B.L.Rob. & Greenm.
- Verbesina chihuahuensis A.Gray
- Verbesina chilapana B.L.Turner
- Verbesina cinerea Rusby
- Verbesina citrina Sagást. & Zapata
- Verbesina clarkiae H.Rob. & Panero
- Verbesina claussenii Sch.Bip. ex Baker
- Verbesina coahuilensis A.Gray ex S.Watson
- Verbesina columbiana B.L.Rob.
- Verbesina contumacensis Sagást.
- Verbesina corral-diazii B.L.Turner
- Verbesina coulteri A.Gray
- Verbesina crassicaulis S.F.Blake
- Verbesina crassicephala Sagást. & Quip.
- Verbesina crassipes B.L.Rob. & Greenm.
- Verbesina crassiramea S.F.Blake
- Verbesina crocata (Cav.) Less.
- Verbesina cronquistii B.L.Turner
- Verbesina cuautlensis McVaugh
- Verbesina culminicola McVaugh
- Verbesina cumingii Sch.Bip.
- Verbesina curatella McVaugh
- Verbesina cymbipalea S.F.Blake
- Verbesina daviesiae B.L.Turner
- Verbesina densifolia S.F.Blake
- Verbesina dentata Kunth
- Verbesina dilloniana Sagást.
- Verbesina diluta V.M.Badillo
- Verbesina dissita A.Gray
- Verbesina diversifolia DC.
- Verbesina domingensis Urb.
- Verbesina durangensis B.L.Turner
- Verbesina ecuatoriana Sagást.
- Verbesina eggersii Hieron.
- Verbesina ekmanii Urb.
- Verbesina elegans Kunth
- Verbesina elgalloana B.L.Turner
- Verbesina encelioides (Cav.) Benth. & Hook.f. ex A.Gray – werbezyna filcowata[5], werbesyna złocista[7]
- Verbesina eperetma S.F.Blake
- Verbesina erosa Brandegee
- Verbesina etlana B.L.Turner
- Verbesina fastigiata B.L.Rob. & Greenm.
- Verbesina fayi B.L.Turner
- Verbesina felgeri B.L.Turner
- Verbesina flavovirens R.E.Fr.
- Verbesina floribunda Gardner
- Verbesina fraseri Hemsl.
- Verbesina furfuracea McVaugh
- Verbesina fuscasiccans (D'Arcy) D'Arcy
- Verbesina fuscicaulis Sagást.
- Verbesina fusiformis McVaugh
- Verbesina gentryi Standl.
- Verbesina gigantea Jacq.
- Verbesina glabrata Hook. & Arn.
- Verbesina glaucophylla S.F.Blake
- Verbesina gracilipes B.L.Rob.
- Verbesina grandifolia S.F.Blake
- Verbesina grandis S.F.Blake
- Verbesina grayi Benth. & Hook.f. ex Hemsl.
- Verbesina guadeloupensis Urb.
- Verbesina guaranitica Chodat
- Verbesina guatemalensis B.L.Rob. & Greenm.
- Verbesina guerreroana B.L.Turner
- Verbesina guianensis Baker
- Verbesina harlingii H.Rob.
- Verbesina hastata Kellogg ex Curran
- Verbesina hastifolia S.F.Blake
- Verbesina helianthoides Michx. – werbezyna słonecznikowata[7]
- Verbesina heterophylla A.Gray
- Verbesina hexantha Sagást.
- Verbesina hidalgoana B.L.Turner
- Verbesina hintoniorum B.L.Turner
- Verbesina hispida McVaugh
- Verbesina holwayi B.L.Rob.
- Verbesina howardiana Olsen
- Verbesina huancabambae Sagást. & Quip.
- Verbesina huaranchaliana Sagást.
- Verbesina humboldtii Spreng.
- Verbesina hygrophila Panero & Villaseñor
- Verbesina hypargyrea B.L.Rob. & Greenm.
- Verbesina hypoglauca Sch.Bip. ex Klatt
- Verbesina hypomalaca B.L.Rob. & Greenm.
- Verbesina hypsela B.L.Rob.
- Verbesina intermissa S.F.Blake
- Verbesina jacksonii B.L.Turner
- Verbesina jelskii Hieron.
- Verbesina jimrobbinsii B.L.Turner
- Verbesina juxtlahuacensis Panero & Villaseñor
- Verbesina karsticola Proctor
- Verbesina killipii S.F.Blake
- Verbesina kimii B.L.Turner
- Verbesina kingii H.Rob.
- Verbesina klattii B.L.Rob. & Greenm.
- Verbesina laevifolia S.F.Blake
- Verbesina laevis S.F.Blake
- Verbesina lanata B.L.Rob. & Greenm.
- Verbesina langfordiae B.L.Turner
- Verbesina langlassei B.L.Rob.
- Verbesina lanulosa Villarreal & A.E.Estrada
- Verbesina lapazii Panero
- Verbesina latisquama S.F.Blake
- Verbesina lehmannii Hieron.
- Verbesina leivae Sagást. & Quip.
- Verbesina leprosa Klatt
- Verbesina leptochaeta A.Gray
- Verbesina leucactinota B.L.Rob.
- Verbesina liebmannii Sch.Bip. ex Klatt
- Verbesina ligulata (Maguire & Wurdack) Pruski
- Verbesina lilloi S.F.Blake
- Verbesina lindheimeri B.L.Rob. & Greenm.
- Verbesina linearis (McVaugh) B.L.Turner
- Verbesina lloensis Hieron.
- Verbesina longifolia A.Gray
- Verbesina longipes Hemsl.
- Verbesina lopez-mirandae Sagást.
- Verbesina lottiana B.L.Turner & J.L.Olsen
- Verbesina luetzelburgii Mattf.
- Verbesina luisana Brandegee
- Verbesina lundellii S.F.Blake
- Verbesina macbridei S.F.Blake
- Verbesina macdonaldii B.L.Turner
- Verbesina machucana B.L.Turner
- Verbesina macrophylla (Cass.) S.F.Blake
- Verbesina macvaughii B.L.Turner
- Verbesina madrensis Greenm.
- Verbesina malacophylla S.F.Blake
- Verbesina maldonadoensis H.Rob. & Panero
- Verbesina mameana André
- Verbesina medullosa B.L.Rob.
- Verbesina mexiae B.L.Turner
- Verbesina miahuatlana B.L.Turner
- Verbesina mickelii McVaugh
- Verbesina microcarpa S.F.Blake
- Verbesina microptera DC.
- Verbesina minarum Standl. & Steyerm.
- Verbesina minuticeps S.F.Blake
- Verbesina mixtecana Brandegee
- Verbesina mollis Kunth
- Verbesina monactioides Sagást., S.Leiva & Lezama
- Verbesina montanoifolia B.L.Rob. & Greenm.
- Verbesina monteverdensis Pruski
- Verbesina myriocephala Sch.Bip. ex Klatt
- Verbesina nana B.L.Rob. & Greenm.
- Verbesina nayaritensis B.L.Turner
- Verbesina negrensis Steyerm.
- Verbesina nelsonii B.L.Rob. & Greenm.
- Verbesina neotenoriensis B.L.Turner
- Verbesina neriifolia Hemsl.
- Verbesina nervosa S.F.Blake
- Verbesina nicotianifolia Baker
- Verbesina nudipes S.F.Blake
- Verbesina oaxacana DC.
- Verbesina occidentalis Walter
- Verbesina ochroleucotricha Sagást.
- Verbesina oerstediana Benth.
- Verbesina oligactis S.F.Blake
- Verbesina oligantha B.L.Rob.
- Verbesina oligocephala I.M.Johnst.
- Verbesina olsenii B.L.Turner
- Verbesina oncophora B.L.Rob. & Seaton
- Verbesina oreophila Wooton & Standl.
- Verbesina ortegae S.F.Blake
- Verbesina otophylla S.F.Blake
- Verbesina otuzcensis Sagást. & Quip.
- Verbesina ovata A.Gray
- Verbesina ovatifolia A.Gray
- Verbesina oxylepis S.F.Blake
- Verbesina pallens Benth.
- Verbesina palmeri S.Watson
- Verbesina paneroi B.L.Turner
- Verbesina pantoptera S.F.Blake
- Verbesina papasquiara Panero & Villaseñor
- Verbesina parviflora S.F.Blake
- Verbesina paucicephala Sagást.
- Verbesina pauciflora Hemsl.
- Verbesina pauciramea Sagást., S.Leiva & Lezama
- Verbesina pedunculosa (DC.) B.L.Rob.
- Verbesina pellucida Villaseñor & Panero
- Verbesina peninsularis S.F.Blake
- Verbesina pennellii S.F.Blake
- Verbesina pentalobifolia Sagást.
- Verbesina pentantha S.F.Blake
- Verbesina peraffinis S.F.Blake
- Verbesina perijaensis H.Rob.
- Verbesina perlanata Sagást. & Quip.
- Verbesina persicifolia DC.
- Verbesina peruviana Sagást.
- Verbesina perymenioides Sch.Bip. ex Klatt
- Verbesina petrobioides (Griseb.) S.F.Blake
- Verbesina petrophila Brandegee
- Verbesina petzalensis Standl. & Steyerm.
- Verbesina pflanzii Perkins
- Verbesina phlebodes S.F.Blake
- Verbesina pichinchensis H.Rob.
- Verbesina pietatis McVaugh
- Verbesina pilosa Maguire & Wurdack
- Verbesina piurana Sagást.
- Verbesina planitiei Cuatrec.
- Verbesina platanara B.L.Turner
- Verbesina platyptera Sch.Bip. ex Klatt
- Verbesina pleistocephala B.L.Rob.
- Verbesina plowmanii Sagást.
- Verbesina polyanthes Toledo
- Verbesina portlandiana Proctor
- Verbesina potosina B.L.Rob.
- Verbesina propinqua S.F.Blake
- Verbesina pseudoclaussenii D.J.N.Hind
- Verbesina pseudovirgata B.L.Turner
- Verbesina pterocarpha S.F.Blake
- Verbesina pterocaula DC.
- Verbesina pterophora S.F.Blake
- Verbesina purpusii Brandegee
- Verbesina pustulata M.E.Jones
- Verbesina quetamensis Olsen
- Verbesina resinosa Klatt
- Verbesina retifera S.F.Blake
- Verbesina reyesii Panero & Villaseñor
- Verbesina rhomboidea J.Kost.
- Verbesina richardsonii B.L.Turner
- Verbesina rivetii S.F.Blake
- Verbesina robinsonii Fernald
- Verbesina rosei B.L.Rob. & Greenm.
- Verbesina rothrockii B.L.Rob. & Greenm.
- Verbesina rugosa Chodat
- Verbesina rupestris S.F.Blake
- Verbesina saltensis Cabrera
- Verbesina salvadorensis S.F.Blake
- Verbesina sanchezii Sagást.
- Verbesina santanderensis S.Díaz
- Verbesina sararensis Cuatrec.
- Verbesina saubinetia Klatt
- Verbesina saubinetioides S.F.Blake
- Verbesina scabrida Rzed.
- Verbesina scabriuscula S.F.Blake
- Verbesina scotiodonta S.F.Blake
- Verbesina seatonii S.F.Blake
- Verbesina semidecurrens Kuntze
- Verbesina sericea Kunth & C.D.Bouché
- Verbesina serrata Cav.
- Verbesina simplicicaulis Sagást.
- Verbesina simulans S.F.Blake
- Verbesina sinaloensis B.L.Turner
- Verbesina sodiroi Hieron.
- Verbesina sordescens DC.
- Verbesina sororia A.Gray
- Verbesina sousae J.J.Fay
- Verbesina sphaerocephala A.Gray
- Verbesina spooneri Panero
- Verbesina steinmannii P.Carrillo
- Verbesina stenophylla Greenm.
- Verbesina strotheri Panero & Villaseñor
- Verbesina subcordata DC.
- Verbesina subdiscoidea Toledo
- Verbesina suberosa P.Carrillo
- Verbesina subrotundifolia Sagást.
- Verbesina suncho S.F.Blake
- Verbesina synethes S.F.Blake
- Verbesina synotis S.F.Blake
- Verbesina tachirensis Steyerm.
- Verbesina tamaulipana B.L.Turner
- Verbesina tamaunuevana B.L.Turner
- Verbesina tapantiana Poveda & Hammel
- Verbesina tatei S.F.Blake
- Verbesina tecolotlana B.L.Turner
- Verbesina tenoriesis B.L.Turner
- Verbesina teotepecana B.L.Turner
- Verbesina tequendamensis Cuatrec.
- Verbesina tequilana J.R.Coleman
- Verbesina tetraptera A.Gray
- Verbesina textitlana B.L.Turner
- Verbesina tiburonensis B.L.Turner
- Verbesina torresii B.L.Turner
- Verbesina tostimontis Cuatrec.
- Verbesina tovarii Cabrera
- Verbesina trichantha (Kuntze) S.F.Blake
- Verbesina trilobata B.L.Rob. & Greenm.
- Verbesina trujillensis Aristeg.
- Verbesina turbacensis Kunth
- Verbesina vallartana B.L.Turner & Olsen
- Verbesina venosa Greene
- Verbesina villaregalis McVaugh
- Verbesina villasenorii B.L.Turner
- Verbesina villonacoensis H.Rob.
- Verbesina virgata Cav.
- Verbesina virginica L.
- Verbesina walteri Shinners
- Verbesina xanthochlora B.L.Rob. & Greenm.
- Verbesina xicoana B.L.Turner
- Verbesina zaragosana B.L.Turner